# جون أندرسون (رجل أعمال)
جون أندرسون (بالإنجليزية: John Anderson)‏ هو مسير أعمال وشخصية أعمال نيوزيلندي، ولد في 2 أغسطس 1945 في ويلينغتون في نيوزيلندا، وتوفي بنفس المكان في 13 نوفمبر 2018.